# Apache Samza
Apache Samza est un framework de calcul asynchrone open source quasi temps-réel pour le traitement de flux développé par Apache Software Foundation en langage Scala et Java .

## Historique
Apache Samza a été développé en collaboration avec Apache Kafka.  Les deux ont été développés à l'origine par LinkedIn.